# 国家安全保障会議
国家安全保障会議（こっかあんぜんほしょうかいぎ、英: national security council, NSC）とは、多くの国家に設置されている外交問題や国防問題、安全保障政策などの審議や立案、調整、武力行使の是非決定などを行う機関。

## 概要
多くの場合は大統領や首相、内閣に属し、外交・安全保障政策に関する助言などを行う。フランスのように国家安全保障会議を設置しない国家もある。日本の場合は内閣に属する国家安全保障会議がこれにあたる。
議長は大統領や首相などが担当する場合が多い。その他の構成員は副大統領や副首相、内務大臣、外務大臣、国防大臣、財務大臣などの重要閣僚が就任することが多い。また、君主制の国家で、君主の権限が強い国家では君主が参加したりする。
海軍大臣や陸軍大臣などの軍関係者が議員として参加する場合もあるが、評決などには参加しないなど軍の影響力を抑える取り組みもある。

## 各国の組織
- 国家安全保障会議 (日本) - 日本の行政機関の一つ。国家安全保障会議設置法に基づき、国家安全保障に関する重要事項および重大緊急事態への対処を審議する目的で、内閣に置かれる。報道などではアメリカ合衆国の国家安全保障会議（NSC）になぞらえて「日本版NSC」とも呼ばれる。
- アメリカ国家安全保障会議
- ロシア連邦安全保障会議
- タタールスタン共和国安全保障会議
- イギリス国家安全保障会議
- ウクライナ国家安全保障・国防会議
- アゼルバイジャン共和国大統領附属安全保障会議
- ジョージア国家安全保障会議
- カザフスタン共和国安全保障会議
- 国家安全保障会議 (大韓民国)
- 中国共産党中央国家安全委員会（英語版、中国語版）
- 香港特別行政区国家安全維持委員会（英語版、中国語版）
- 中華民国国家安全会議
- トルコ共和国国家安全保障会議
- イラク国家安全保障会議